# جوني كوين
جوني كوين (بالإنجليزية: Johnny Quinn)‏ هو لاعب كرة القدم الكندية أمريكي، ولد في 6 نوفمبر 1983 في هاريسبرج في الولايات المتحدة.

## وصلات خارجية
- الموقع الرسمي
- جوني كوين على موقع الاتحاد الدولي لألعاب القوى (الإنجليزية)
- جوني كوين على موقع IBSF (الإنجليزية)
- جوني كوين على موقع أوليمبيديا (الإنجليزية)
- جوني كوين على موقع اللجنة الأولمبية والبارالمبية الأمريكية (الإنجليزية)